# Val Cosa
La Val Cosa è una valle friulana delle Prealpi Carniche, nella ex provincia di Pordenone, in Friuli-Venezia Giulia. È attraversata dal torrente Cosa e si estende longitudinalmente dal paese di Clauzetto al paese di Lestans (Comune di Sequals) e latitudinalmente dal comune di Travesio al comune di Pinzano al Tagliamento.

## Geografia

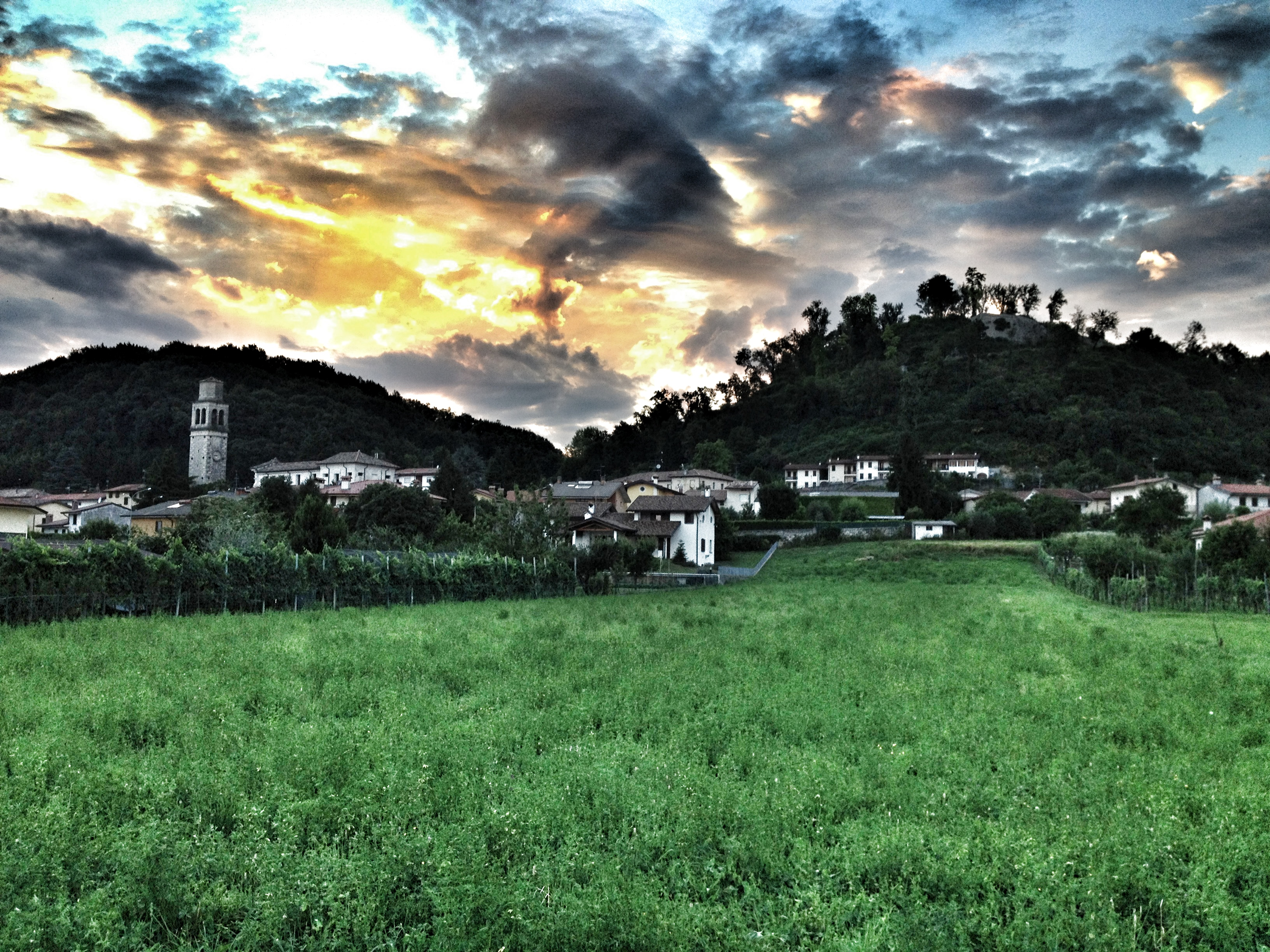
Pinzano al Tagliamento

### Torrente Cosa
Il torrente Cosa nasce dal monte Taiet a 1.369 m s.l.m. nel comune di Clauzetto e scorre verso Sud attraversando la Val Cosa e quindi i comuni di Travesio, Castelnovo del Friuli, Pinzano al Tagliamento e proseguire verso Lestans e Spilimbergo, dove nei pressi del confine con San Giorgio della Richinvelda sfocia nel fiume Tagliamento.

### Flora e fauna
La fauna ittica comprende la trota marmorata, il salmerino di fonte, il temolo e il gambero di fiume.

### Natura
I principali corsi d'acqua della valle, i torrenti Cosa e Pontaiba, hanno creato nel tempo numerosi scenari naturali splendidi e unici, tra i quali possiamo citare:
- la gola rocciosa del Pontic presso Molevana di Travesio, attraversata da un antico ponte in pietra
- le cascate "Butines" presso Manazzons di Pinzano al Tagliamento, sul torrente Pontaiba con 3 salti d'acqua che scorrono su altrettante lastre di roccia verticali
- le grotte verdi di Pradis (Clauzetto)

Da notare anche il tratto del torrente Cosa presso il lago artificiale del Tul a Paludea di Castelnovo. Si contano poi numerose valli boscose attraversate da piccoli ruscelli e torrenti, e dotate di sentieri e percorsi, anche ciclabili. Troviamo, ad esempio, quella del Pontaiba a Nord (la quale è interamente disabitata), quella del Gerchia a Sud e quella dell'abitato di Campeis a Est. Sempre da Campeis, è possibile raggiungere il fiume Tagliamento e le foci del torrente Arzino.